# الحنافشة (بوشابل)
الحنافشة هو دُوَّار يقع بجماعة بوشابل، إقليم تاونات، جهة فاس مكناس في المملكة المغربية. ينتمي الدوّار لمشيخة بوشابل التي تضم 32 دوار. يقدر عدد سكانه بـ 274 نسمة حسب الإحصاء الرسمي للسكان والسكنى لسنة 2004.

## روابط خارجية
- البوابة الوطنية للجماعات الترابية
- المندوبية السامية للتخطيط